# Лилуева, Зинаида Николаевна
Зинаида Николаевна Лилуева (3 июля 1923 год, Выездное, Нижегородская губерния, СССР — 1 февраля 1996 год, Выездное, Арзамасский район, Нижегородская область, Россия) — колхозница, Герой Социалистического Труда (1966).

## Биография
Родилась 3 июля 1923 года в крестьянской семье в рабочем посёлке Выездное Нижегородской губернии (сегодня — Арзамасский район Нижегородской области). После окончания средней школы вступила в колхоз имени Чкалова Арзамасского района. Во время Великой Отечественной войны рыла окопы под Москвой. После войны была назначена звеньевой полеводческого звена, которое под её руководством ежегодно собирало рекордные урожаи овощей. За свой доблестный труд была удостоена в 1966 году звания Героя Социалистического Труда.
Скончалась 1 февраля 1996 года в посёлке Выездное.

## Награды
- Герой Социалистического Труда — указом Президиума Верховного Совета СССР от 30 апреля 1966 года;
- Орден Ленина (1966).
- Медаль «За трудовую доблесть».